# Aurora Bautista
Aurora Bautista Zúmel (Villanueva de los Infantes, Valladolid, 15 de octubre de 1922-Madrid, 27 de agosto de 2012) fue una actriz española. Su primera película, Locura de amor (1948), la aupó al estrellato, y la llevó a ocupar un lugar destacado en el cine histórico del franquismo. Caracterizada por sus vehementes interpretaciones, también realizó incursiones notables y contenidas en un cine más de autor en La tía Tula (1964) o Amanece, que no es poco (1989) y desarrolló una carrera teatral.

## Biografía y carrera

### Inicios y estrellato
Vivió su juventud en Madrid, donde estudió en el Instituto-Escuela. Tras la Guerra Civil, su padre fue condenado a muerte por haber colaborado con la Segunda República y después deportado a 700 kilómetros de Madrid. La familia se trasladó a Barcelona. Allí cursó a partir de 1941 estudios de arte dramático con Guillermo Díaz-Plaja y Marta Grau en el Instituto del Teatro, donde la descubrió Cayetano Luca de Tena cuando acudió a impartir una conferencia, y posteriormente la contrató para la compañía del Teatro Español. Debutó profesionalmente en 1944 en la obra La malquerida, de Jacinto Benavente, con la compañía de Lola Membrives. En 1945 representó en Madrid El sueño de una noche de verano, de William Shakespeare, con la compañía del Teatro Español, bajo la dirección de Cayetano Luca de Tena. Siguieron, entre otras, La conjuración de Fiesco (1946), de Friedrich Schiller, El monje blanco (1946), de Eduardo Marquina, El sí de las niñas (1948), de Leandro Fernández de Moratín, María Tudor de Víctor Hugo, Antígona, El águila de dos cabezas de Jean Cocteau, El burgués gentilhombre de Moliere o Ricardo III de Shakespeare.
Mientras trabajaba en obras del repertorio clásico, en 1948, el director Juan de Orduña le ofreció interpretar a la reina Juana en la película Locura de amor, junto a Fernando Rey, convirtiéndose rápidamente en una de las estrellas más destacadas del cine español del momento.
A raíz de su éxito firmó un contrato en exclusiva con la productora Cifesa, que la volvió a unir a Juan de Orduña en Pequeñeces... y Agustina de Aragón (1950) y a Manuel Mur Oti y Carlos Lemos en Condenados (1953). En 1961, volvió a repetir con de Orduña en otro personaje de relevancia histórica al interpretar a Teresa de Jesús.
Un cierto declive en su carrera cinematográfica en los finales de los cincuenta, la devolvió al teatro a las órdenes de José Tamayo o Luis Escobar, casi siempre con textos clásicos (Antígona, Medea, Fuenteovejuna), salvo excepciones como Réquiem por una mujer (1958) de William Faulkner, La gata sobre el tejado de zinc (1959) de Tennessee Williams o Yerma (1960) de Federico García Lorca, en una de sus primeras representaciones durante el franquismo, cuando representar a este autor no era algo exento de riesgos.

### Trabajos posteriores
En 1960 se trasladó a México, donde representó La maestra milagrosa y La zapatera prodigiosa de García Lorca y donde contrajo matrimonio en 1963, con el médico mexicano Hernán Cristerna, padre de su único hijo Hernán (n. en abril de 1965). En 1963, rodó en Argentina Las ratas escrita y dirigida por Luis Saslavsky. En 1964 volvió a España para renovar su éxito y conseguir sus mejores críticas por su interpretación como protagonista de La tía Tula, película de Miguel Picazo en la que intervinieron Carlos Estrada, Enriqueta Carballeira, Irene Gutiérrez Caba y José María Prada. En 1966 rodó en México El derecho de nacer, con gran éxito, bajo la dirección de Tito Davison, basada en la obra del escritor cubano Félix B. Caignet, en donde tuvo un papel protagómico importante al lado de Fernando Marcos, Julio Alemán, Maricruz Olivier, Irma Lozano y Eusebia Cosme.
Con posterioridad apareció puntualmente en el cine y en papeles secundarios en El mirón, Extramuros, Divinas palabras, Amanece, que no es poco o Tiovivo c.1950.
En los años setenta se centró más en el teatro, participando en 1971 con El anuncio, de Natalia Ginzburg, con dirección de José Osuna. Al año siguiente, interpretó Lisistrata, de Aristófanes, versión libre de Enrique Llovet y dirigida por José Luis Gómez. Tras la entrada de la democracia representó Oye, patria, mi aflicción (1978), de Fernando Arrabal; La dama de Alejandría (1980), de Calderón de la Barca; La señorita de Tacna (1982), de Mario Vargas Llosa, dirigida por Emilio Alfaro y estrenada en el teatro Reina Victoria de Madrid; Tito Andrónico (1983),  de William Shakespeare en el Festival de Teatro Clásico de Mérida y Paso a paso (1986-1987) en versión de Nacho Artime.
Contrajo nuevo matrimonio en 1989 en Gibraltar con el empresario cubano Luis de Luis. En los años noventa se produjo su despedida de los escenarios, representando Morirás de otra cosa, escrita y dirigida por Manuel Gutiérrez Aragón, que se estrenó en el Teatro María Guerrero de Madrid; Cartas de mujeres, de Benavente; Concierto desafinado (1992), obra de Fernando Martín Iniesta y Picospardo's (1995), de Javier García Mauriño, que ganó el premio Lope de Vega y que fue representada en el Teatro Español de Madrid, donde había dado sus primeros pasos teatrales y Bodas de sangre, que estrenó en Buenos Aires en 1995.

### Muerte
Falleció el 27 de agosto de 2012 en la Clínica La Milagrosa, de Madrid, al no poder superar una insuficiencia respiratoria que se le había declarado el día anterior.

## Filmografía seleccionada
| Año  | Título                          | Personaje                            | Dirección                                     |
| ---- | ------------------------------- | ------------------------------------ | --------------------------------------------- |
| 1948 | Locura de amor                  | Doña Juana                           | Juan de Orduña                                |
| 1950 | Agustina de Aragón              | Agustina                             | Juan de Orduña                                |
| 1950 | Pequeñeces                      | Curra                                | Juan de Orduña                                |
| 1953 | Condenados                      | Aurelia                              | Manuel Mur Oti                                |
| 1953 | El curioso impertinente         | Camila                               | Flavio Calzavara                              |
| 1956 | La gata                         | María "La Gata"                      | Margarita Alexandre y Rafael María Torrecilla |
| 1958 | El marido (Il marito)           | Elena                                | Nanni Loy                                     |
| 1959 | Sonatas                         | Concha                               | Juan Antonio Bardem                           |
| 1960 | Hay alguien detrás de la puerta | Julia                                | Tulio Demicheli                               |
| 1961 | Teresa de Jesús                 | Teresa la ahumada                    | Juan de Orduña                                |
| 1963 | Las ratas                       | María                                | Luis Saslavsky                                |
| 1964 | La tía Tula                     | Tula                                 | Miguel Picazo                                 |
| 1966 | El derecho de nacer             | María Elena del Junco                | Tito Davison                                  |
| 1966 | Degüello                        | Mujer de la ciudad peligrosa         | Giuseppe Vari                                 |
| 1967 | 20000 dólares al siete          | Peggy                                | Alberto Cardone                               |
| 1968 | Uno a uno sin piedad            | Criada de Dolly                      | Rafael Romero Marchent                        |
| 1969 | Pepa Doncel                     | Elisa Medina Fernández "Pepa Doncel" | Luis Lucia                                    |
| 1969 | La Bambola di Satana            | Claudine                             | Ferruccio Casapinta                           |
| 1969 | Le 10 meraviglie dell'amore     |                                      | Sergio Bergonzelli y Theo Maria Werner        |
| 1973 | Una vela para el diablo         | Marta                                | Eugenio Martín                                |
| 1975 | Los pasajeros                   | Verónica                             | José Antonio Barrero                          |
| 1977 | El mirón                        | Olga                                 | José Ramón Larraz                             |
| 1985 | Extramuros                      | La Priora                            | Miguel Picazo                                 |
| 1987 | Divinas palabras                | Marica del Reino                     | José Luis García Sánchez                      |
| 1987 | El polizón del Ulises           | Solterona                            | Javier Aguirre                                |
| 1989 | Amanece, que no es poco         | La Padington                         | José Luis Cuerda                              |
| 1995 | Hermana, pero ¿qué has hecho?   | Madre Superiora                      | Pedro Masó                                    |
| 2000 | Adiós con el corazón            | La Marquesa                          | José Luis García Sánchez                      |
| 2002 | Octavia                         | Tía de Rodrigo                       | Basilio Martín Patino                         |
| 2004 | Tiovivo c. 1950                 | Doña Anunciada                       | José Luis Garci                               |

## Premios
Medallas del Círculo de Escritores Cinematográficos
| Año  | Categoría              | Película         | Resultado |
| ---- | ---------------------- | ---------------- | --------- |
| 1948 | Mejor actriz principal | Locura de amor   | Ganadora  |
| 2007 | Medalla de honor       | Medalla de honor | Ganadora  |

- Premio Sant Jordi a la mejor interpretación en película española por La tía Tula (1964).
- Premio Nacional del Sindicato Nacional del Espectáculo por La tía Tula (1964).[14]
- Premio Mayte de Teatro por Oye, patria, mi aflicción (1978).
- Premio ACE (Nueva York) a la mejor actriz de reparto por Extramuros (1985).
- Premio Fotogramas de Plata a Toda una vida (2000).
- Premio Unión de Actores a Toda una vida (2009).
- Premio ACTÚA por su fructífera carrera en el cine, la danza, el teatro y la televisión (2010).[15]